# يو إس إس جون ستينيس (CVN - 74)
يو إس إس جون ستينيس (CVN - 74): حاملة طائرات أمريكية تابعة لبحرية الولايات المتحدة و سميت على اسم السناتور جيم جون ستينيس من ولاية ميسيسيبي. كلف كانت في 9 ديسمبر 1995. ميناء منزلها هو بريميرتون، واشنطن. مهمة ستينيس هي إجراء العمليات الجوية القتالية في الساحة العالمية. و الطائرات المرافقة هي تابعة للقوات البحرية ومشاة البحرية ومن هذه الطائرات المرافقة إف/إيه-18 هورنت و إس إيتش-60 سي هوك و إي - 2 هوك آي.